# Erik Mandelin
Erik Fredrik Hjalmar Mandelin, född 25 oktober 1887 i Dorpat, död 26 juni 1953 i Helsingfors, var en finländsk barnskyddsman. Han var gift med Sigrid Wrede och far till Mary Mandelin.
Mandelin blev filosofie kandidat 1911 och juris utriusque kandidat 1916. Han var 1918–1924 lagfaret skolråd vid Skolstyrelsens barnskyddsavdelning och gjorde från 1920 en banbrytande insats för barnskyddet som sekreterare för Mannerheims barnskyddsförbund och chef för förbundets kansli. Han tjänstgjorde som överbefälhavarens sekreterare under vinterkriget och tog senare bland annat initiativ till fadderortsrörelsen. Han utgav bland annat boken Tjugo år barnskydd i Finland (1940).
Mandelin erhöll kansliråds titel 1947.